# Bloomfield Township (Indiana)
Bloomfield Township is een van de elf townships in LaGrange County, Indiana. Volgens de volkstelling van 2010 had het een bevolking van 5.412 en telde het 2.231 woonsten.

## Geografie
Het township heeft een totale oppervlakte van 92,9 km2, waarvan 92,2 km2 bestaat uit land en 0,70 km2 bestaat uit water.